# منتخب عمان لكرة القدم للسيدات
منتخب سلطنة عمان لكرة القدم للسيدات هو ممثل سلطنة عمان الرسمي في المنافسات الدولية في كرة القدم للسيدات، تحت إدارة الإتحاد العماني لكرة القدم.